# 피에르루이 리옹
피에르루이 리옹(프랑스어: Pierre-Louis Lions, 1956년 8월 11일 ~ )은 프랑스의 수학자이다. 그의 아버지는 낭시 대학교의 수학자인 자크루이 리옹(프랑스어: Jacques-Louis Lions)이며, 어머니는 앙드레 올리비에(Andrée Olivier)이다. 리옹은 피에르와 마리 퀴리 대학교에서 1979년에 박사학위를 받았다.
리옹의 연구분야는 비선형 편미분 방정식인데, 1994년에 이 분야에 대한 그의 탁월한 업적에 대해 필즈상이 수여되었다. 리옹은 또한 볼츠만 방정식(Boltzmann equation)에 대해서 업적을 남겼는데, 그는 처음으로 볼츠만 방정식에 대한 완전한 해와 증명을 하였다. 그가 받은 다른 상들로는, 1987년의 IBM 상, 1991년의 필립 모리스 상 등이 있다. 그는 에딤부르(Edimbourg)의 헤리엇-와트 대학교(Heriot-Watt University)와 홍콩 시립 대학교(City University of Hong Kong)에서 명예 박사학위를 받았다. 현재 그는 콜레주 드 프랑스에서 편미분방정식과 그 응용분야의 교수로 재직 중이다.